# Anar Aliyev
Anar Vagif oglu Aliyev (en azerí: Anar Vaqif oğlu Əliyev; Raión de Kalbajar, 28 de agosto de 1980 - Raión de Khojavend, 21 de octubre de 2020) fue militar de Azerbaiyán, teniente coronel de las Fuerzas Especiales de la República de Azerbaiyán, Héroe de la Guerra Patria.

## Biografía
Anar Aliyev nació el 28 de agosto de 1980 en Kalbajar. En 1995-1997 estudió en el Liceo Militar en nombre de Jamshid Nakhchivanski. Habló en cinco idiomas.
Comenzó su carrera militar en 1997. Fue teniente coronel de las Fuerzas Especiales de la Guarnición de Najicheván. Participó en los cursos militares en Suiza, Eslovenia, Jordania, Rumania, Hungría, República Checa, Turquía y Pakistán.
Anar Aliyev participó en la Guerra del Alto Karabaj, que comenzó el 27 de septiembre de 2020. Luchó en las batallas por Jabrayil, Qubadli, Zangilán. También participó en la batalla de Hadrut.
Anar Aliyev murió el 21 de octubre de 2020 en Khojavend y fue enterrado en el Segundo Callejón de Honor en Bakú. El 9 de diciembre de 2020, por la orden del Presidente de Azerbaiyán, fue galardonado póstumamente con la Medalla de Héroe de la Guerra Patria.

## Premios y títulos
- Medalla de distinción en el Servicio Militar (Azerbaiyán)
- Orden “Por la Patria” (2011)[2]
- Medalla de Héroe de la Guerra Patria (2020)[3]
- Orden “Por la Patria” (2020)[4]
- Medalla Por la liberación de Shusha (2020)[5]